# Бранд (аэродром)
Аэродром Бранд (нем. Brand) — не действующий военный аэродром, расположенный в 60 километрах к югу от центра и в 35 километрах к югу от городской черты Берлина вблизи одноимённой железнодорожной станции Бранд земли Бранденбург, Германия.

## История
Аэродром Бранд построен в 1938 году для Люфтваффе и использовался до 1945 года. После Великой Отечественной войны аэродром использовался ВВС СССР. На аэродроме базировались:
- 296-й истребительный авиационный полк 105-й истребительной авиационной дивизии на самолётах МиГ-15 с 1953 по 1954 годы. В 1954 году полк перебазировался на аэродром Альтенбург[1].
- 277-й бомбардировочный авиационный полк 132-й бомбардировочной авиационной дивизии на самолётах Ил-28 — с 21 мая 1954 года по 1967 год. В 1965 году переучился на самолёты Як-28 И. Перебазировался на аэродром Финов[2].
- 116-й гвардейский Радомский Краснознамённый авиационный полк истребителей-бомбардировщиков с июля 1968 года по июль 1989 года на самолётах МиГ-17Ф (1968—1974), Су-7Б (1974—1984), Су-24, Су-24М (1982—1989). Выведен в Россь[3];
- 911-й авиационный полк истребителей бомбардировщиков — с июня 1989 года перебазирован из Лиды на самолётах МиГ-27К. 22 июня 1992 года выведен в Финстервальде, затем в Лиду[4];.

После вывода советских войск в 1992 году аэродром был передан немецким властям. На месте аэродрома в 1998 году фирмой Cargolifter AG была построена верфь для дирижаблей, которая была запущена в эксплуатацию в 2000 году. После банкротства компании в 2002 году, территория была продана инвесторам из Малайзии, которые в 2004 году выстроили внутри верфи тропический парк развлечений «Tropical Islands».

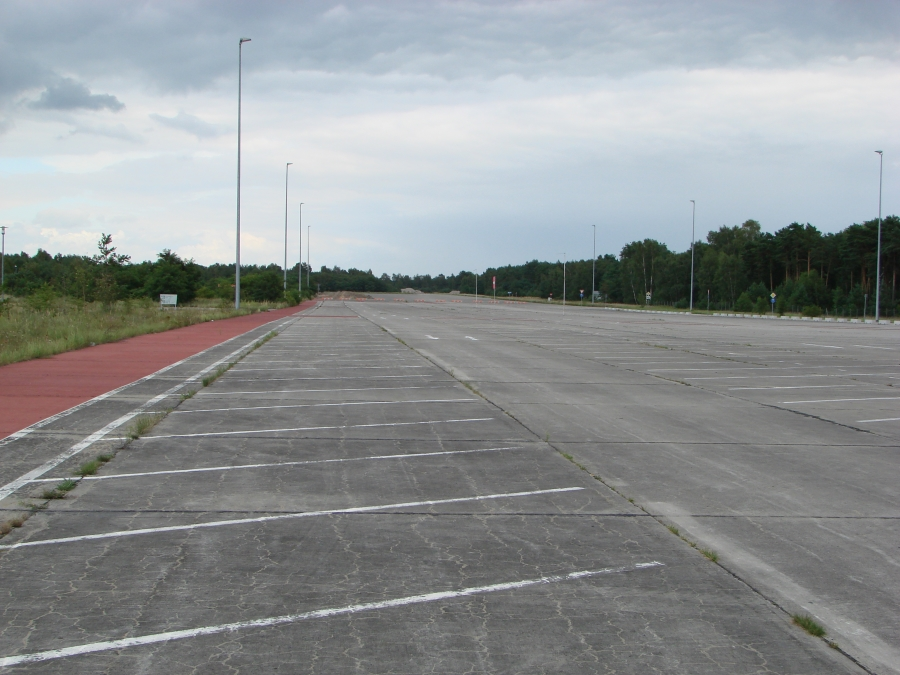
Территория бывшего аэродрома, 2007
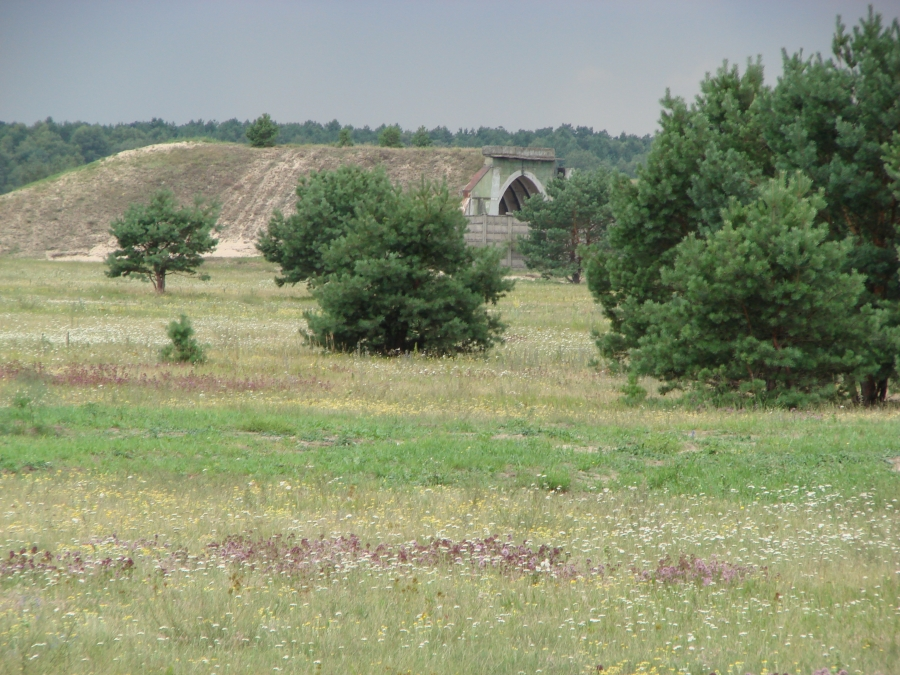
Заброшенные ангары, 2007
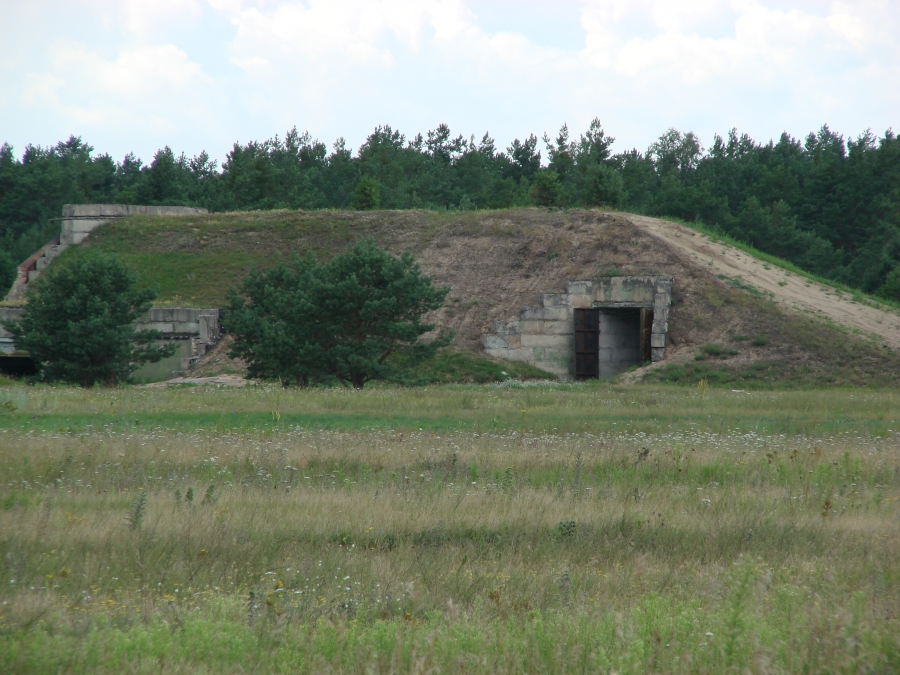
Заброшенные ангары, 2007